# GK Rostov-Don
GK Rostov-Don (ryska: ГК Ростов-Дон) är en handbollsklubb från Rostov-na-Donu i sydvästra Ryssland, nära gränsen till Ukraina. Klubben bildades 1965 och bytte namn 2002 från att tidigare hetat GK Rostselmasj Rostov (ryska: Ростсельмаш). Damlaget är ett av de bästa i Europa.

## Meriter
- Rysk mästare: 1994, 2015, 2017, 2018, 2019, 2020, 2022
  - Sovjetisk mästare: 1990, 1991
- Cupvinnarcupmästare: 1990
- EHF-cupmästare: 2017

## Spelare i urval
- Anna Lagerquist (2020–2022)
- Anna Vjachireva (2016–2022)
- Polina Kuznetsova (2018–)
- Julija Managarova (2013–)
- Jekaterina Ilina (2014–2018)
- Lois Abbingh (2018–2020)
- Katarina Bulatović (2017–2018)
- Alexandrina Cabral (2016–2018)
- Siraba Dembélé (2016–2018)
- Katrine Lunde (2015–2017)
- Mayssa Pessoa (2017–2021)
- Anna Sen (2015–)
- Ksenija Makejeva (2015–)
- Emilija Turej (2011–2012)
- Inna Suslina (2010–2012)
- Grâce Zaadi (2020–2022)

## Tränare i urval
- Jan Leslie (2014–2016)
- Frédéric Bougeant (2016–2018)
- Ambros Martín (2018–2020)
- Per Johansson (2020–2022)